# Millas (kanton)
Millas var en fransk kanton indtil 2015 beliggende i departementet Pyrénées-Orientales i regionen Languedoc-Roussillon. Kantonen blev nedlagt i forbindelse med en reform, der reducerede antallet af kantoner i Frankrig. Kantonens kommuner indgår nu i de nye kantoner La Vallée de la Têt og Le Ribéral.
Millas bestod i 2015 af 9 kommuner :
- Le Soler
- Millas (hovedby)
- Pézilla-la-Rivière
- Saint-Féliu-d'Avall
- Corneilla-la-Rivière
- Corbère-les-Cabanes
- Néfiach
- Saint-Féliu-d'Amont
- Corbère